# Rock 'n' Roll (Status Quo)
Rock 'n' Roll is een nummer van de Britse rockband Status Quo uit 1985. Het is de derde en laatste single van hun dertiende studioalbum Just Supposin' .
Het nummer is een ballad die geschreven werd door zanger Francis Rossi en Bernie Frost tijdens een verblijf in Ierland. Het was in de eerste instantie niet de bedoeling dat het nummer door Status Quo zelf zou worden opgenomen. "Rock 'n' Roll" werd een hit op de Britse eilanden, en een bescheiden hitje in Nederland. Het haalde de 8e positie in het Verenigd Koninkrijk, en de 20e positie in de Nederlandse Top 40.